# Charles T. Kowal
Pour les articles homonymes, voir Kowal.
Charles Thomas Kowal, né le 8 novembre 1940, à Buffalo (New York, États-Unis) et mort le 28 novembre 2011, à Cinebar (en) (Washington, États-Unis) est un astronome américain.

## Découvertes
Il a découvert deux lunes de Jupiter : Léda en 1974 et Thémisto en 1975. Il se trouve que la seconde a été perdue et ne fut redécouverte qu'en 2000.
Il a aussi découvert le centaure (2060) Chiron en 1977.
En dehors de Chiron, il a découvert ou codécouvert plusieurs autres planètes mineures, dont notamment :
- l'astéroïde Aton (2340) Hathor ;
- les astéroïdes Apollon (1981) Midas, (2063) Bacchus, (2102) Tantale et (5660) 1974 MA ;
- les astéroïdes Amor (4596) 1981 QB et (4688) 1980 WF ;
- les astéroïdes troyens de Jupiter (2241) Alcathoos et (2594) Acamas.

Il a aussi découvert des supernovas dans d'autres galaxies, tel que SN 1972E, et découvert ou codécouvert plusieurs comètes, dont les comètes périodiques 99P/Kowal, 104P/Kowal, 134P/Kowal-Vávrová, 143P/Kowal-Mrkos et 158P/Kowal-LINEAR (ainsi que Chiron qui porte également la désignation cométaire 95P/Chiron).
En 1978, il a découvert une galaxie du Groupe local, d'abord dénommée Local Group Suspect 3 (ou LGS 3), puis par la suite galaxie naine des Poissons quand son appartenance au Groupe local fut confirmée.
Kowal a reçu la médaille James-Craig-Watson en 1979.
En 1980, Kowal trouve dans les carnets d'observation de Galilée la preuve que celui-ci avait observé Neptune à trois reprises en décembre 1612 et janvier 1613 et remarqué son mouvement apparent, plus de deux cents ans avant sa découverte effective au XIXe siècle.
| (1876) Napolitania | 31 janvier 1970   |                |
| (1939) Loretta     | 17 octobre 1974   |                |
| (1981) Midas       | 6 mars 1973       |                |
| (2060) Chiron      | 18 octobre 1977   |                |
| (2063) Bacchus     | 14 avril 1977     |                |
| (2102) Tantale     | 27 décembre 1975  |                |
| (2134) Dennispalm  | 24 décembre 1976  |                |
| (2241) Alcathoos   | 22 novembre 1979  |                |
| (2340) Hathor      | 22 octobre 1976   |                |
| (2594) Acamas      | 4 octobre 1978    |                |
| (2629) Rudra       | 13 septembre 1980 |                |
| (3163) Randi       | 28 août 1981      |                |
| (3924) Birch       | 11 février 1977   | avec E. Bowell |
| (4312) Knacke      | 29 novembre 1978  | avec S. J. Bus |
| (4596) 1981 QB     | 28 août 1981      |                |
| (4688) 1980 WF     | 29 novembre 1980  |                |
| (5660) 1974 MA     | 26 juin 1974      |                |
| (24617) 1978 WU    | 29 novembre 1978  | avec S. J. Bus |
| (73669) 1981 WL2   | 25 novembre 1981  |                |
| (99953) 1978 ND    | 7 juillet 1978    |                |